# Rüdersdorf bei Berlin
Ne doit pas être confondu avec Rudersdorf.
Rüdersdorf bei Berlin (littéralement « Village-de-Rüder-lès-Berlin ») est une commune de l'arrondissement de Märkisch-Oderland, dans le Land de Brandebourg, en Allemagne. Sa population s'élevait à environ 15 800 habitants en 2019.
La commune est connue pour l'extraction du calcaire de son sous-sol.

## Géographie
Rüdersdorf se trouve à 30 km à l'est du centre de Berlin. Située en Brandebourg, elle fait partie de l'agglomération berlinoise.

## Démographie
- Évolution de la population dans les limites actuelles. -- Ligne bleue : Population ; Ligne en pointillé : Comparaison avec le développement du Brandebourg -- Fond gris : Période du régime nazi ; Fond rouge : Période du régime communiste
- Évolution récente (ligne bleue) et prévisions sur l'effectif de résidents

## Administration
Depuis 2003, la commune regroupe plusieurs hameaux et villages.
Hameaux
- Alt-Rüdersdorf,
- Tasdorf,
- Kalkberge,
- Grüne Linde,
- Berghof.

Villages
- Hennickendorf,
- Herzfelde,
- Lichtenow.

## Histoire
| Appartenances historiques Marche de Brandebourg 1157-1806 Royaume de Prusse (Province de Brandebourg) 1806–1918 République de Weimar 1918–1933 Reich allemand 1933–1945 Allemagne occupée 1945–1949 République démocratique allemande 1949–1990 Allemagne 1990–présent |

Vers 1235-1250, l'évêque Wichmann de Seeburg fonda le monastère de Zinna pour l'ordre des cisterciens sur les terres du village de Roderstorp (Rüdersdorf). Depuis le Moyen Âge, le calcaire de Rüdersdorf est utilisé pour la construction.
|  |  |

## Personnalités liées à la commune
- Johanna Elberskirchen (1864-1943), écrivaine et psychologue allemande.